# 阿云嘎
阿云嘎（1989年10月23日—），男，蒙古族，内蒙古鄂尔多斯人，毕业于北京舞蹈学院音乐剧系，中国歌手、音乐剧演员、影视剧演员，中国共产党党员（2012年入党）。
2012年，主演原创音乐剧《昆仑神话》，并凭借主演音乐剧《天桥》成为北京歌舞剧院独唱演员。2013年至2018年先后参演音乐剧《纳斯尔丁·阿凡提》，主演音乐剧《阿尔兹记忆的爱情》和《我的遗愿清单》，并参加《快乐男声》、《超级先生》、《中国正在听》等选秀节目，从而被大众所熟知。2016年，首次登上央视春晚舞台，并于同年发行首张个人专辑《希拉草原》。2018年，参演电视剧《父亲的草原母亲的河》，参加湖南卫视《声入人心》第一季，获得年度首席。2019年，参加湖南卫视音乐竞技节目《歌手2019》获总决赛季军；同年，他还参加东方卫视《我们的歌》，与费玉清共同获得总亚军。2020年7月23日，发行个人首张华语音乐剧概念专辑《不朽的·THE ART》。2020年12月起，主演并首次参与作曲的音乐剧《在远方》开启首轮北京、上海、广州三地演出。2021年成为北京舞蹈学院特聘教师，并在中文版音乐剧《罗密欧与朱丽叶》中扮演罗密欧。2022年出任中国首个国有音乐剧团团长，并在中文版音乐剧《基督山伯爵》中担任制作人和主演。2023年凭借电影《海的尽头是草原》获得第三届金榆花奖最佳男配角，在音乐剧《剧院魅影》中文版中主演魅影并担任联合制作人。

## 生平

### 早年生活
阿云嘎出生于内蒙古鄂尔多斯鄂托克旗苏米图苏木的一个蒙古族牧民家庭。童年时期，由于父母相继病逝，他变得不爱说话，因此亲戚把他送进入了当地的艺校，读艺校期间，阿云嘎专业学习舞蹈，并通过出色的表现于2003年进入内蒙古军区政治文工团。此后，他不顾亲友反对、决定辞掉文工团的工作去北京考大学，在北京期间，阿云嘎为了赚取学费在饭店打工、自学了唱歌和钢琴。2009年，阿云嘎以第一名的成绩考入北京舞蹈学院音乐剧表演专业本科班，2013年毕业。

### 演艺事业

#### 2012年-2017年
2012年7月，阿云嘎在中国原创音乐剧《昆仑神话》中分饰盘古、索朗两角。下半年，担任音乐剧《天桥》男一号，凭借优异的表现成为北京歌劇舞剧院的一名独唱演员。2013年，他参加了湖南卫视《快乐男声》北京唱区海选，亦在“乌兰察布杯”草原星第三届内蒙古青年歌手电视大赛获得通俗唱法一等奖。
2014年7月，作为踢馆选手参加安徽卫视《超级先生》，获得谢娜队冠军以及全国年度总冠军。节目录制期间，他还获得“第十一届全国声乐比赛”流行音乐组三等奖。赛后发行《快乐梦想家》。9月，参演音乐剧《阿凡提》。11月，参加中国中央电视台音乐选秀节目《中国正在听》，获得全国总季军。2015年1月，参加“艾基木群星演唱会”；同年5月，参加“唱响北京演艺集团五月演出季”。12月31日，於鄂尔多斯举行他出道以来的首场个人演唱会——“雷神归来跨年演唱会”；同年，参演歌舞剧《传奇》、情景歌汇《歌声中的历史》；参加“明天会更好”、“心连心”等公益及慰问演出。
2016年2月7日，参加《2016年中国中央电视台春节联欢晚会》，与蒋欣、扎西顿珠等少数民族艺人共同演绎歌舞节目《在你伟大的怀抱里》；随后，参加中央电视台星光璀璨演唱会，与王紫凝合唱歌曲《一想到你呀》；7月，参与录制湖南卫视音乐互动类节目《我想和你唱》，与萧亚轩同台演唱《最熟悉的陌生人》；之后出演个人首部网络剧《器灵》；12月，发行首张个人专辑《希拉草原》，与藏族歌手扎西顿珠在北京民族剧院举办“双雄对决演唱会”；同年，他还参加了“寻找心中的牧场”、“多彩中华”等演出活动，受邀参加”花开四季”乌兰图雅演唱会。2017年4月，与谭维维、王铮亮等艺人主演韩红打造的原创音乐剧《阿尔兹记忆的爱情》，饰演男主角吴智哲；8月，于音乐剧《我的遗愿清单》中饰演男主角杨晓宇；10月14日，登上CCTV-15打榜类节目《全球中文音乐榜上榜》，凭借一首《蒙古香》获得10月第二期冠军；11月，参与录制的真人秀节目《嘿！马上出发》在内蒙古卫视播出；12月11日，CCTV-15《纵情歌唱》播出他的个人专场演唱会；同年，他还出席第十三届全运会闭幕式；随后，亦在第26届中国金鸡百花电影节闭幕式上献唱《牧歌》；参加央视五四晚会；亮相中俄艺术家大联欢晚会。

#### 2018年-2020年
2018年2月，中央电视台音乐频道节目《记住经典》播出，阿云嘎在节目中演唱民歌《诺恩吉雅》；3月25日，央视《巅峰音乐会》播出阿云嘎个人专场；8月，与歌手喻越越在“手写的流年”音乐会上共同演唱歌曲《千百年后谁还记得谁》；随后，他在康洪雷执导的电视剧《父亲的草原母亲的河》中饰演宣传队队长纳木海；10月下旬，以男高音演唱成员身份参加湖南卫视美声偶像男团竞演养成类真人秀节目《声入人心》，并成为“年度首席”；11月，献唱以北京市朝阳区首支运河为主题的原创歌曲《萧太后河》；12月31日，与王晰、蔡程昱等《声入人心》成员共同参加湖南卫视跨年演唱会，表演流行歌曲串烧。

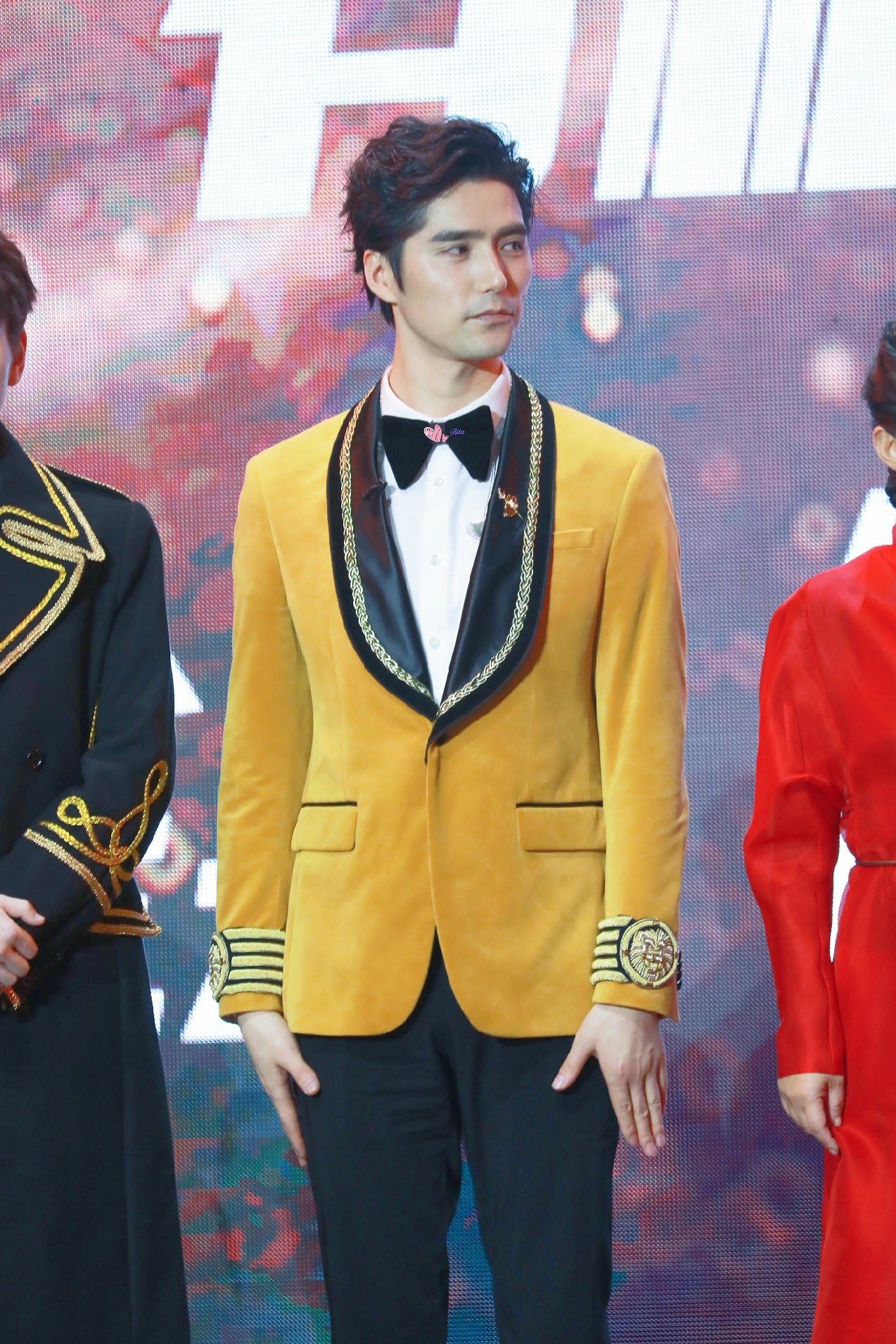
阿云嘎于《歌手2019》总决赛见面会

2019年1月31日，与鞠红川、郑云龙、蔡程昱组队作为专家推荐踢馆歌手参加湖南卫视音乐竞技节目《歌手2019》，最终在4月份夺得总季军。2月，于江西卫视春节联欢晚会献唱新歌《杜鹃深处》；2月4日，参加2019年中央广播电视总台春节联欢晚会，与少数民族歌手曹芙嘉、弦子、聚来提、昂萨共同演唱歌曲《同心共筑中国梦》；2月5日，参与录制的“全球华侨华人春节大联欢”晚会在湖南卫视播出；2月19日，与郑云龙共同献唱湖南卫视元宵喜乐会；3月，参加CCTV-1综艺节目《经典咏流传第二季》，演唱《相聚的路虽遥远》，该曲目改编自王维的唐诗《九月九日忆山东兄弟》4月27日，在人民大会堂参加第二届“一带一路”国际合作高峰论坛文艺演出，演唱歌曲《怎样》；5月10日，出席北京演艺集团成立十周年活动启动仪式并献唱《我心所向》；5月14日，为电影《双生》演唱的同名宣传曲正式发行；5月31日，发表个人单曲《秣马》，为电视剧《九州缥缈录》主题曲；7月2日，参加腾讯视频文体跨界篮球竞技真人秀节目“超级企鹅联盟Super3：星斗场”；8月7日，参加CCTV-3七夕特别节目《天下有情人》；8月29日，与李琦共同演唱的爱国主题歌曲《守梦人》上线；9月8日，出席第十一届全国少数民族传统体育运动会开幕式，并献唱《骏马归来》；9月23日，与刘岩共同为电视剧《光荣时代》献唱的主题曲《光荣》正式发行；10月4日至7日，与金世佳、余皑磊等演员共同出演“中国大戏院国际戏剧邀请展”闭幕大戏——由英国导演大卫·萨科执导的莎士比亚话剧《威尼斯商人》，在剧中饰演安东尼；10月4日，受邀出席“中国歌曲大会国庆盛典”；11月15日，为电影《大约在冬季》献唱的片尾曲《没有你的冬季》发布；11月17日，以“新声歌手”身份参加东方卫视音乐综艺节目《我们的歌》，先后和周华健、蔡健雅、费玉清等“榜样歌手”合作；11月19日，与郑恺、张英席、王耀庆等艺人共同为第28届中国金鸡百花电影节开幕式献唱开场曲《扬起的帆》；12月17日，于凤凰网时尚之选获得2019年度“时尚音乐先锋”奖项；12月20日，为电视剧《精英律师》演唱的片头曲《当代诗人》正式发行。

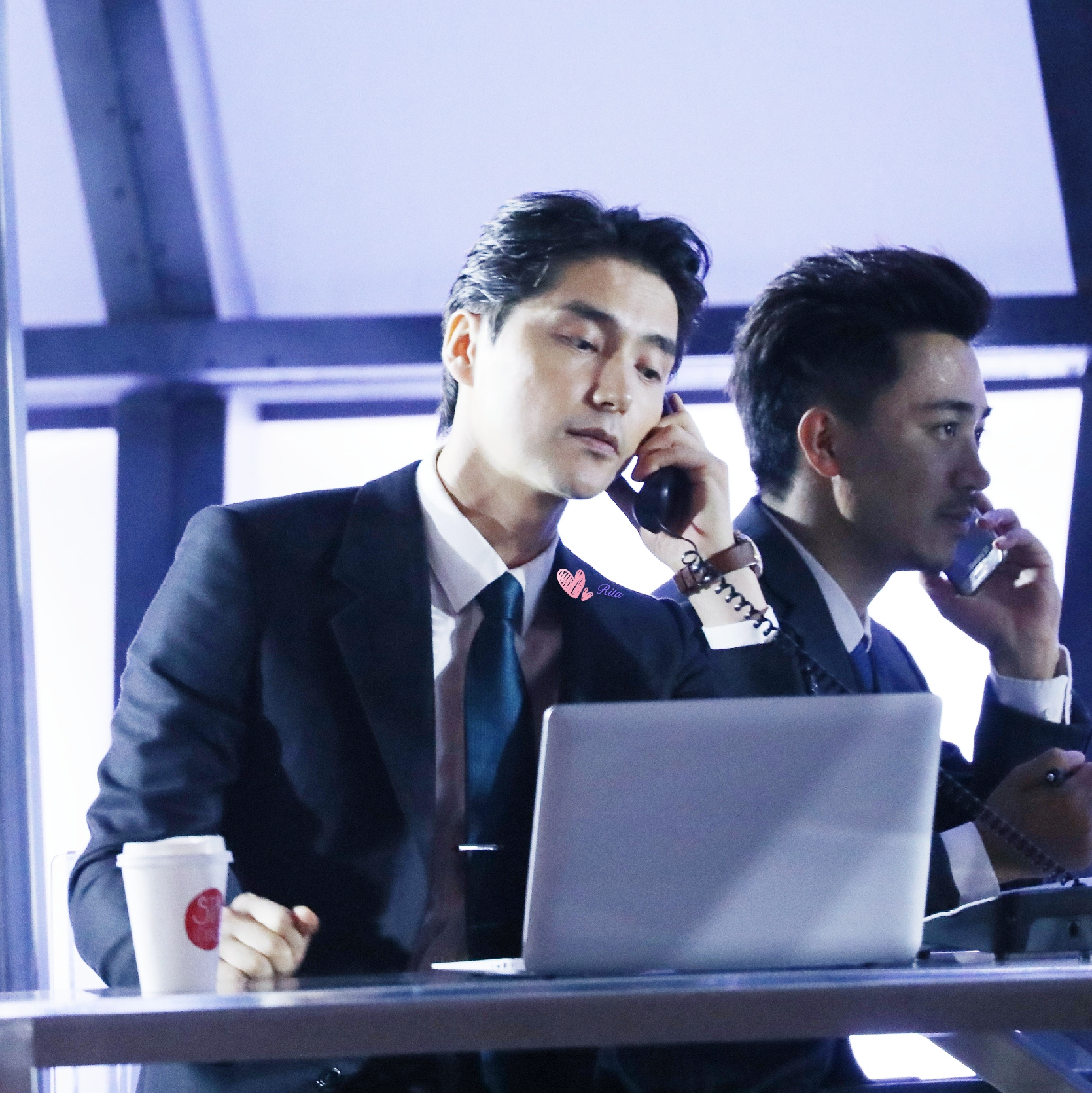
阿云嘎参演话剧《威尼斯商人》

2020年1月13日，为影视剧《将夜2》演唱的主题曲《风之旅人》正式发行；并出席音乐剧《变身怪医》中文版发布会；1月14日，为电视剧《新世界》献唱的主题曲《要告诉你一件事情》正式发行。1月24日，在2020年中央广播电视总台春节联欢晚会上与张英席、石倚洁、郑云龙等青年歌手以及李光羲、蒋大为、蔡国庆等老一辈歌手共同演唱歌曲《亲爱的中国》。4月24日，为网络电影《倩女幽魂：人间情》献唱的同名主题曲MV正式发布；5月20日，参加北京演艺集团在北京歌剧舞剧院举办的首届线上演出季“喜欢你-520京演奇妙夜”晚会并献唱歌曲《家》。5月22日，参加由中国文学艺术界联合会主办的《坚信爱会赢-文艺界“以艺战疫”5·23特别节目》与歌手张也共同献唱歌曲《和祖国在一起》。6月16日，参加江苏卫视天猫618超级晚活动，与张继科、任嘉伦共同演唱歌曲《喜欢你》和《开门见山》。6月22日，与郁可唯共同为古装仙侠剧《琉璃》演唱的片尾曲《情人咒》正式发布；6月27日，参加由教育部学生司、教育部新闻办和人民日报社新媒体中心等联合举办的“未来你好”毕业歌2020云演唱会；6月28日，参加东方卫视《极限挑战》第六季的节目录制；7月19日，获得第27届东方风云榜音乐盛典“年度跨界歌手”奖项；7月23日，发行第三张个人音乐专辑《不朽的·THE ART》，该专辑亦是他的首张华语音乐剧概念专辑。8月15日，其参与录制的真人秀节目《完美的夏天》在东方卫视播出。9月4日，以助阵嘉宾身份参与芒果TV《乘风破浪的姐姐》成团之夜。9月17日，首部抗疫题材电视剧《最美逆行者》正式播出，阿云嘎演唱电视推广主题曲、片尾曲《人民至上》；9月28日，为话剧《上甘岭》献唱的主题曲《我的祖国》上线，这是70年来首次出现为词曲作者家属认可的男声版本；9月28日至30日，二十位国家一级演员，十三大戏曲院团，携手戏曲文化体验官阿云嘎，与京剧梅派第四代传人巴特尔合作演绎“蒙古汉子”版《贵妃醉酒》；9月30日，参加2020央视国庆晚会《“中国梦·祖国颂”——2020国庆特别节目》，演唱歌曲《人民至上》。10月19日，在第13届中国金鹰电视艺术节闭幕式上压轴献唱《我的祖国》。2020年12月—2021年2月，主演并首次参与作曲的音乐剧《在远方》开启首轮北京、上海、广州三地演出。12月31日，参加央视跨年晚会《启航2021——中央广播电视总台跨年盛典》；12月31日，参加2021东方卫视跨年晚会并三次登台演唱歌曲。

#### 2021年-
2021年2月11日，参加《2021年中央广播电视总台春节联欢晚会》，与韩雪、袁娅维、王俊凯演唱歌曲《瑞雪平安图》；2月12日，参加《2021年北京广播电视台春节联欢晚会》，演绎歌舞节目《你的笑脸》；2月26日，参加《2021年中央广播电视总台元宵晚会》，与廖昌永、蔡程昱演唱歌曲《百年》；4月13日，阿云嘎成为北京舞蹈学院特聘教师；7月1日，参加庆祝中国共产党成立100周年文艺演出节目《伟大征程》，演唱《青春啊青春》；9月5日，演唱《星辰变3》动画片尾曲《箜篌令》；9月21日，加盟东方卫视《朤月东方—中秋梦幻夜》演员阵容，与李一桐、忻雅琴参演“《爱月之城》”节目；9月23日，参与的哔哩哔哩首档忘年共居观察纪实真人秀《屋檐之夏》播出；10月1日，参加中央广播电视总台《中国梦·祖国颂—2021国庆特别节目》，与张韶涵合唱《星辰大海》；10月21日，演唱电视剧《突围》片尾曲《黎明》MV上线；10月24日，献唱动画《魔道祖师》蓝忘机角色曲《与君同尘》；10月28日，演唱的全国消防行业职业技能大赛主题歌上线；12月31日，参加2022浙江卫视跨年晚会；加盟2021最美的夜·bilibili跨年晚会，和徐瑶、郭亢、周默涵合作演唱音乐剧《罗密欧与朱丽叶》中文版选段；参加综艺《奔跑吧第五季》。
2022年1月1日，加盟扬帆远航大湾区——2022新年音乐会；1月25日，阿云嘎出任国内首个国有音乐剧团团长；1月31日，参加2022年中央广播电视总台春节联欢晚会，表演创意音舞诗画《忆江南》；大年初一，与李玉刚在2022东方卫视春节晚会上首度联袂演唱《何处是远方》、《万疆》；和手语少女同台虎年福见欢喜就好·2022福建新春欢喜夜演唱歌曲《这世界那么多人》，对坚守在平凡岗位上的人表达致敬之情；2月1日，参加2022年北京广播电视台春节联欢晚会，表演歌舞《让世界更美》；2月1日，参加《2022年东方卫视春节联欢晚会》；2月2日，在百花迎春—中国文学艺术界春节大联欢中与郁可唯等共同演绎歌曲《人民江山》；3月12日，作为“爱乐助力团”成员参与的全产业链音乐剧文化推广节目《爱乐之都》在东方卫视开播。4月10日，演唱的歌曲《似水流年花落去》上线；5月1日，参演《中国梦·劳动美——2022五一国际劳动节“心连心”特别节目》，与周笔畅共同演唱歌曲《篇章》；5月4日，参加中央广播电视总台《奋斗的青春——2022年五四青年节特别节目》,参演歌曲《身为后浪》；5月23日，参加由中国文联主办的“与人民同行”——纪念毛泽东同志《在延安文艺座谈会上的讲话》发表80周年特别节目；6月2日，参加「寻声蔚蓝 向海而生」2022共愈新生线上公益音乐会；6月27日，参加《微博唱响未来毕业派对》；7月8日，参加《超感星电音》在优酷视频每周五12:00播出，演唱《我怕》、《诺恩吉雅》；同年，参演的综艺节目《天赐的声音第三季》播出；7月16日，阿云嘎加入《我是特优声剧团季》声音召唤梦想联盟；8月，参加北影节开幕式；8月28日，参加《诗画中国》节目；9月1日晚，参加第十三届中国艺术节开幕式文艺演出。9月9日，领衔主演的电影《海的尽头是草原》上映，并于同年入围天坛奖；9月10日，参加《2022年中央广播电视总台中秋晚会》，并与萨顶顶合唱歌曲《念奴娇·中秋》；同日，参加《明月知我——闽江之心中秋电影云歌会》；9月，参加《打卡吧！吃货团》第二季第九期节目；10月，参与录制的音乐电视作品《我们的歌》正式发布；11月10日，参加2022《悦读之夜》，发表主题演讲《东方故事多》；11月20日，参加的《时代风尚——中国文艺志愿者致敬大国重器特别节目》播出，表演歌舞《让红旗飘》；12月2日，身兼主演和制作人的音乐剧《基督山伯爵》中文版登陆上海文化广场，拉开12场全国首演大幕，并在当月月底于北京天桥艺术中心成功演出；12月26日，与曹芙嘉共同演唱的杭州亚残运会宣传曲《我们都一样》上线；12月31日，加盟的《踏上新征程——2023 BRTV跨年之夜》播出，演唱歌曲《故乡的云》；同日，参加《梦圆东方·2023东方卫视跨年盛典》，搭档黄霄雲演唱《星辰大海》；同日，参加《启航2023——中央广播电视总台跨年晚会》，与周笔畅共同演唱歌曲《用尽我的一切奔向你》。
2023年1月2日，参加首届大戏看北京展演季特别节目《文化之约》，分享音乐剧《基督山伯爵》中文版的创排故事；1月12日，参加《“时代风尚”——中国文艺志愿者致敬大国重器特别节目》；1月15日，参加《2023湖南卫视芒果TV春节联欢晚会》，与袁娅维表演歌舞《鼓舞的节拍》；1月18日，参加《2022微博音乐盛典》，获得年度品质音乐剧演员殊荣；1月19日，加盟春晚衍生IP节目《2023春晚进行时》；1月21日，参加《2023年中央广播电视总台春节联欢晚会》，参与表演创意节目《当“神兽”遇见神兽》；1月22日，参加的《2023遇兔呈祥大湾区广东卫视春节晚会》播出，表演节目《如愿》；同日，参加《“文艺中国”2023新春特别节目》，表演音乐剧《在远方》片段；同日，参加《“百花迎春”——中国文学艺术界2023春节大联欢》；1月24日，参加《奋进新征程——2023中国网络视听年度盛典》，演唱歌曲《东方故事多》；3月24日，参加第十一届大学生电视节；5月1日，参加CCTV-1《中国梦·劳动美——2023五一国际劳动节“心连心”特别节目》；5月3日，出演并兼任联合制作人的音乐剧《剧院魅影》中文版在上海大剧院首演，在剧中饰演魅影；5月3日，参加《第十一届中国大学生电视节开幕盛典“放飞梦想”青春歌会》，演唱歌曲《牧羊少年》；5月4日，参加《奔跑的青春——2023五四青年节特别节目》，演唱《羊角花的爱》；5月23日，参加《与人民同行——新时代文明实践文艺志愿服务特别节目》，表演短片《彩云追月》；5月26日，参与配唱的电影《小美人鱼》上映；5月27日，演唱的杭州亚运会歌曲《一脉生长》MV发布；6月11日，阿云嘎受邀出席美国第76届托尼奖颁奖典礼，作为美国戏剧领域最高奖，托尼奖与电影界的奥斯卡奖、电视界的艾美奖和音乐界的格莱美奖齐名；6月29日，参加《2023湾区升明月大湾区电影音乐晚会》；未来中国科普宣传员阿云嘎和张远等共同走进《未来中国》第二季在东方卫视首播；7月16日，参演的《父亲的草原母亲的河》在CCTV-8播出；7月16日，参演的节目《你好生活第四季》播出；7月20日，发布由阿云嘎演唱的电影《封神第一部》片尾曲《少年赋》MV；7月24日，为短片电影《寻觅古如歌》献唱主题曲。8月5日起，作为主理人参加的《爱乐之都》第二季在东方卫视播出。
2024年，参演《音乐缘计划》，演唱歌曲《我不在乎世界如何荒唐》《八日蝉鸣》。

## 音乐作品
| 专辑名称       | 专辑类型   | 发行时间   | 唱片公司             | 曲目 |
| -------------- | ---------- | ---------- | -------------------- | --- |
| 希拉草原       | 录音室专辑 | 2016-12-10 | 内蒙古文化音像出版社 | 1. 希拉草原 2. 马背豪情 3. 等你归来 4. 额尔古纳河 5. 思念 6. 蒙古香 7. 送亲歌 8. 生命的故乡 9. 感谢 |
| 逆光而行四部曲 | EP         | 2019-07-02 | 制作家               | 1. 家 2. 八步半的房间 3. 无畏 4. 和祖国在一起 |
| 不朽的·THE ART | 录音室专辑 | 2020-07-23 | AYG小剧场            | - Disc 1. 1. 不朽的 (Immortal) 2. 心岛 (Love island) 3. 樱桃树下 (Under the cherry tree) 4. 娜米达 (Namida) - Disc 2. 1. 牧羊少年 (The Alchemist) 2. 2021太空漫游 (2021: A Space Odyssey) 3. 被雨淋湿的人 (Let It Go) 4. 变形记 (The Metamorphosis) 5. 华丽世界的幻觉 (A Grand Disillusionment) 6. 我等了你五十一年九个月零四天 (Waste My Time With You) |
| 临川四梦       | EP         | 2022-11-16 | AYG小剧场            | 1. 一梦 2. 若愿 3. 画中戏 4. 本无 |

## 影视作品

### 电视剧
| 时间   | 剧名                                 | 饰演角色 |
| ------ | ------------------------------------ | -------- |
| 2016年 | 《器灵》                             | 林晨玉   |
| 2023年 | 《父亲的草原母亲的河》（2018年拍攝） | 纳木海   |

### 电影
| 上映年度 | 片名               | 饰演角色 |
| -------- | ------------------ | -------- |
| 2018     | 《七十七公里》     | 乌汗其   |
| 2022     | 《海的尽头是草原》 | 伊德尔   |
| 2024     | 《出入平安》       | 尉迟晓   |

### 微电影
| 时间 | 片名     | 导演   | 编剧   | 语言   | 饰演角色 |
| ---- | -------- | ------ | ------ | ------ | -------- |
| 2014 | 《父亲》 | 娜日娅 | 娜日娅 | 蒙古语 | 特穆勒   |

### 综艺节目
| 播出时间   | 节目名称                            | 简介 |
| ---------- | ----------------------------------- | --- |
| 2014-11-07 | CCTV-3《中国正在听》                | 第二期巨强甄选，演唱《我等到花儿也谢了》 |
| 2014-11-29 | CCTV-3《中国正在听》                | 第六期八强晋级赛，演唱《乌兰巴托之夜》 |
| 2014-12-05 | CCTV-3《中国正在听》                | 第七期七强晋级赛，演唱《哥哥》 |
| 2014-12-12 | CCTV-3《中国正在听》                | 第八期六强晋级赛，演唱《流浪记》 |
| 2014-12-19 | CCTV-3《中国正在听》                | 第九期五强晋级赛，演唱《我的心里只有你没有他》、《一笑而过》                                                                                         |
| 2014-12-26 | CCTV-3《中国正在听》                | 第十期三强晋级赛，《让梦冬眠》、《生命的故乡》 |
| 2014-12-30 | CCTV-3《中国正在听》                | 第十期冠军之夜，《十字街头》 |
| 2017-10-06 | 内蒙古卫视《蔚蓝的故乡 草原花美男》 | 第一期 |
| 2017-10-13 | 内蒙古卫视《蔚蓝的故乡 草原花美男》 | 第二期 |
| 2018-11-09 | 湖南卫视《声入人心》                | 第2期（独唱）：曲目-《心脏》（选自音乐剧《蝶》）、《Till I Hear You Sing》（选自音乐剧《真爱不死（Love Never Dies）》）；首席                        |
| 2018-11-16 | 湖南卫视《声入人心》                | 第3期（二重唱）：曲目-《那个男人》；合作-方书剑；首席                                                                                                |
| 2018-11-23 | 湖南卫视《声入人心》                | 第4期（二重唱）：曲目-《鹿 Be Free》 （选自电影《熊出没》）；合作-蔡程昱；首席                                                                       |
| 2018-11-30 | 湖南卫视《声入人心》                | 第5期（二重唱、独唱）：二重唱曲目-《往日时光》；合作-王晰；独唱曲目-《生命的故乡》[133]                                                              |
| 2018-12-07 | 湖南卫视《声入人心》                | 第6期（二重唱）：曲目-《生命的河》（电影《1942》主题曲）；合作-贾凡；首席                                                                            |
| 2018-12-14 | 湖南卫视《声入人心》                | 第7期（三重唱）：曲目-《世界之王（Les Rois Du Monde）》（选自音乐剧《罗密欧与朱丽叶》）；合作-余迪、洪之光；首席                                     |
| 2018-12-21 | 湖南卫视《声入人心》                | 第8期（三重唱）：曲目-《偿还》（选自音乐剧《爱上邓丽君》）；合作-郑云龙、梁朋杰；待定首席                                                            |
| 2018-12-29 | 湖南卫视《声入人心》                | 第9期（二重唱）：曲目-《The Music of The Night + The Phantom of The Opera》 （选自音乐剧《歌剧魅影（The Phantom of the Opera）》）；合作-郑云龙      |
| 2019-01-04 | 湖南卫视《声入人心》                | 第10期（二重唱）：曲目-《我属于我自己（Ich Gehoer Nur Mir）》 （选自音乐剧《伊丽莎白（Elisabeth Amalie Eugenie）》）；合作-郑云龙；首席              |
| 2019-01-11 | 湖南卫视《声入人心》                | 第11期（独唱）：曲目-《希拉草原》（鄂尔多斯民歌；阿云嘎同名专辑主题曲）                                                                              |
| 2019-01-18 | 湖南卫视《声入人心》                | 第12期（二重唱）：曲目-《I'll Cover You》 （选自音乐剧《吉屋出租（Rent）》）；合作-郑云龙；年度首席                                                  |
| 2019-02-15 | 湖南卫视《歌手2019》                | 第6期：曲目-《鹿 Be Free》、《Never Enough》；合作-郑云龙、鞠红川、蔡程昱；第3名（踢馆成功）                                                         |
| 2019-02-22 | 湖南卫视《歌手2019》                | 第7期：曲目-《心脏》；合作-郑云龙、鞠红川、蔡程昱；第2名                                                                                             |
| 2019-03-01 | 湖南卫视《歌手2019》                | 第8期：曲目-《好想大声说爱你》；合作-郑云龙、鞠红川、蔡程昱；第6名                                                                                   |
| 2019-03-08 | 湖南卫视《歌手2019》                | 第9期：曲目-《真爱乐章》；合作-郑云龙、鞠红川、蔡程昱；第3名                                                                                         |
| 2019-03-15 | 湖南卫视《歌手2019》                | 第10期：曲目-《她》；合作-鞠红川、蔡程昱、高天鹤；第5名                                                                                              |
| 2019-03-22 | 湖南卫视《歌手2019》                | 第11期：曲目-《大船》；合作-鞠红川、蔡程昱；第6名 |
| 2019-03-29 | 湖南卫视《歌手2019》                | 第12期：曲目-《总有一天》；合作-鞠红川、蔡程昱；突围赛第1名                                                                                          |
| 2019-04-05 | 湖南卫视《歌手2019》                | 第13期：曲目-《Forever Queen》；合作-迪玛希、鞠红川、蔡程昱                                                                                          |
| 2019-04-12 | 湖南卫视《歌手2019》                | 第14期：曲目-《You Raise Me Up》，合作-王力宏、鞠红川、蔡程昱；曲目-《就在这瞬间》（选自音乐剧《变身怪医》），合作-鞠红川、蔡程昱；歌王之战竞演第3名 |
| 2019-11-17 | 东方卫视《中国梦之声·我们的歌》     | 独唱《秣马》、与周华健合唱《漂洋过海来看你》、最后与蔡健雅搭档组合                                                                                   |
| 2020-08-22 | 东方卫视《完美的夏天》              | 东方卫视明星亲海探索综艺节目常驻嘉宾 |
| 2020-09-04 | 乘风破浪的姐姐                      | 芒果TV女团成长综艺节目成团之夜 助演嘉宾 |
| 2020-9-18  | TOP荣耀时刻                         | 中央广播电视总台大型融媒体音乐节目第二期 |
| 2020-9-27  | 跨界歌王                            | 北京卫视跨界歌手竞技类节目，担任决赛帮唱嘉宾 |
| 2020-9-30  | “中国梦·祖国颂”——2020国庆特别节目   | 中央广播电视总台文艺节目中心推出的《“中国梦·祖国颂”——2020国庆特别节目》                                                                              |
| 2020-10-29 | 《行走的文明》第三季芝士音乐艺术季  | 《行走的文明》第三季芝士音乐艺术季第二期，演唱《心岛》                                                                                               |
| 2021-2-11  | 2021年中央广播电视总台春节联欢晚会  | 歌曲《瑞雪平安图》 |
| 2021-2-12  | 2021年北京广播电视台春节联欢晚会    | 歌舞《你的笑脸》 |
| 2021-3-14  | 经典咏流传                          | 央视大型文化音乐节目《经典咏流传》第四季演绎歌曲《忆秦娥·娄山关》                                                                                    |
| 2021-3-27  | 为歌而赞                            | 浙江卫视与抖音联合出品的跨屏互动音乐综艺第3期冠军 |
| 2021-6-4   | 奔跑吧                              | 浙江卫视户外竞技真人秀第7期/第8期嘉宾 |
| 2021-7-1   | 伟大征程                            | 庆祝中国共产党成立100周年文艺演出 |
| 2021-7-11  | 闪电咖啡馆                          | 东方卫视音乐真人秀《闪电咖啡馆》首期嘉宾 |
| 2021-9-23  | 屋檐之夏                            | 观察室飞行嘉宾 |
| 2022       | 我是特优声剧团季                    | 舞台指导 |
| 2022       | 天赐的声音 第三季                   | |
| 2022-3-5   | 你好星期六                          | |
| 2022-3-12  | 爱乐之都                            | “爱乐助力团”导师 |
| 2022-5-4   | 奋斗的青春—2022年五四青年节特别节目 | 演唱歌曲《身为后浪》 |
| 2022-7-8   | 超感星电音                          | |
| 2022-9-4   | 诗画中国                            | |
| 2023-7-2   | 经典咏流传·正青春                   | 第10期 |
| 2023-8-5   | 爱乐之都 第二季                     | 高阿剧团主理人 |
| 2025-5-23  | 歌手2025                            | 第2期：曲目-《餘溫》，揭榜失敗 |

## 舞台剧

### 音乐剧
-

| 时间        | 剧名                     | 饰演角色    | 其他职务                 |
| ----------- | ------------------------ | ----------- | ------------------------ |
| 2025年-     | 《风声》                 | 肥原龙川    | 总制作人、音乐监督、作曲 |
| 2023年      | 《剧院魅影》中文版       | 魅影        | 联合制作人               |
| 2022-2025年 | 《基督山伯爵》中文版     | 埃德蒙      | 制作人                   |
| 2021年      | 《罗密欧与朱丽叶》中文版 | 罗密欧      |                          |
| 2020-2021年 | 《在远方》               | 姚远        | 部分作曲                 |
| 2017-2018年 | 《我的遗愿清单》         | 杨晓宇      |                          |
| 2017年      | 《阿尔兹记忆的爱情》     | 吴智哲      |                          |
| 2013-2014年 | 《纳斯尔丁·阿凡提》      | 王子        |                          |
| 2012年      | 《天桥》                 | 林鹏飞      |                          |
| 2012年      | 《昆仑神话》             | 索朗、盘古  |                          |
| 2011年      | 《吉屋出租》             | 马克、Angel |                          |

### 话剧
| 时间                    | 剧名           | 饰演角色 |
| ----------------------- | -------------- | -------- |
| 2019年10月4日，6日，7日 | 《威尼斯商人》 | 安东尼   |

## 演唱会
| 举办时间   | 演唱会名称                       | 总场次 |
| ---------- | -------------------------------- | ------ |
| 2015-12-31 | 阿云嘎《雷神归来》鄂尔多斯演唱会 | 1 场   |
| 2017-12-11 | 阿云嘎《纵情歌唱》个人专场演唱会 | 1 场   |
| 2018-03-25 | 阿云嘎《巅峰音乐会》个人专场     | 1 场   |

## 配音作品
| 类型       | 时间          | 名称         | 配音角色           |
| ---------- | ------------- | ------------ | ------------------ |
| 音乐有声剧 | 2020年7月23日 | 《歌剧魅影》 | 子爵拉乌尔         |
| 纪录片     | 2020年9月27日 | 《极度深海》 | 中文版旁白         |
| 电影       | 2023年        | 小美人鱼     | 亚力克王子（配唱） |

## 获奖记录

### 音乐类
- 2020-7-20    第27届《东方风云榜》音乐盛典年度跨界歌手奖（获奖）
- 2019-10-31    2019《亚洲新歌榜》年度综艺音乐人（获奖）
- 2017-10-14    全球中文音乐榜上榜10月第二期冠军《蒙古香》    （获奖）
- 2014-08    第十一届全国声乐比赛“文华奖”流行组三等奖（获奖）
- 2013-08    第三届“乌兰察布杯”草原星 内蒙古青年歌手电视大奖赛通俗唱法冠军    乌兰巴托之夜    （获奖）

### 社会类
- 2019-12-17    凤凰网时尚之选2019年度“时尚音乐先锋”奖   （获奖）
- 2019-04-25    LikeTCCAsia中国区最美100张新面孔第63位    （获奖）
- 2019-10-17    2019福布斯中国30岁以下精英榜   （获奖）

### 其他
- 2020-12-14    新浪时尚风格大赏年度青年力量艺人大奖    （获奖）
- 2020-12-2    COSMO时尚盛典“时尚无惧”年度人物    （获奖）
- 2020-10-24    微博2020人气戏剧演出大V  （获奖）